# 艾琳·薩里奧盧
艾琳·薩里奧盧（土耳其語：Aylin Sarıoğlu，1995年7月21日—），土耳其女子排球運動員，司職自由人。現時效力於土超豪門瓦基弗銀行女排俱樂部。
薩里奧盧在2018年開始成為土耳其國家女子排球隊一員。她代表土耳其在出戰2018年世界女排聯賽及2019年歐洲女子排球錦標賽奪得銀牌。

## 獎項
- 2018年世界女排聯賽： - 銀牌
- 2019年歐洲女子排球錦標賽： - 銀牌